# Campeonato Uruguaio de Futebol de 2018
A temporada de 2018 da Liga Profesional de Primera División, também conhecida como Campeonato Uruguaio de 2018, foi a 115ª edição da principal divisão do futebol do Uruguai e a 88ª desde a profissionalização do futebol no país. A competição recebeu o nome oficial de "Ing. Julio César Franzini" e teve início em 3 de fevereiro, com encerramento em 11 de novembro.
O Peñarol, atual campeão à época, conseguiu defender o título com sucesso ao vencer o clássico contra o Nacional por 2–1 na grande final do campeonato.

## Regulamento
O formato da competição em 2018 foi o mesmo da temporada anterior, com o Torneo Apertura disputado no primeiro semestre do ano e o Torneo Clausura no segundo. Entre os dois turnos, ainda foi realizado o Torneo Intermedio, que serviu como uma espécie de intervalo competitivo entre Apertura e Clausura.

## Participantes
Os dois últimos colocados na tabela de rebaixamento da temporada de 2017, Juventud e Plaza Colonia, além do Sud América, que perdeu um jogo-desempate pela permanência para o El Tanque Sisley, foram rebaixados para a segunda divisão (nome original: Segunda División Profesional ou nome traduzido: Segunda Divisão Profissional) em 2018. No lugar deles, subiram da segundona Torque, Atenas e Progreso. No entanto, em 2 de fevereiro de 2018, a Associação Uruguaia de Futebol (AUF) confirmou que o El Tanque Sisley não participaria do campeonato por conta de problemas financeiros. Como consequência, o clube foi rebaixado administrativamente para a segunda divisão na temporada de 2019, e a edição de 2018 acabou sendo disputada por apenas 15 equipes.

## Torneo Apertura
O Torneo Apertura, batizado de "Sr. Abdón Porte", foi o primeiro torneio da temporada de 2018. Ele começou em 3 de fevereiro e terminou em 6 de maio. Como o El Tanque Sisley não pôde participar da competição, todos os times receberam automaticamente três pontos nas partidas que teriam contra a equipe, sem que fossem contabilizados gols a favor nessas rodadas.

### Classificação
| Pos | Equipe               | Pts | J  | V  | E | D | GP | GC | SG  | Classificação                    |
| --- | -------------------- | --- | -- | -- | - | - | -- | -- | --- | -------------------------------- |
| 1   | Nacional             | 38  | 15 | 12 | 2 | 1 | 26 | 8  | +18 | Vaga na fase final do campeonato |
| 2   | Peñarol              | 36  | 15 | 11 | 3 | 1 | 28 | 10 | +18 |                                  |
| 3   | Danubio              | 30  | 15 | 9  | 3 | 3 | 23 | 13 | +10 |                                  |
| 4   | Defensor Sporting    | 30  | 15 | 9  | 3 | 3 | 26 | 20 | +6  |                                  |
| 5   | Liverpool            | 27  | 15 | 7  | 4 | 4 | 17 | 16 | +1  |                                  |
| 6   | River Plate          | 25  | 15 | 7  | 4 | 4 | 28 | 22 | +6  |                                  |
| 7   | Cerro                | 25  | 15 | 7  | 4 | 4 | 16 | 18 | −2  |                                  |
| 8   | Progreso             | 21  | 15 | 6  | 3 | 6 | 25 | 17 | +8  |                                  |
| 9   | Fénix                | 20  | 15 | 6  | 2 | 7 | 18 | 18 | 0   |                                  |
| 10  | Boston River         | 19  | 15 | 5  | 5 | 5 | 17 | 21 | −4  |                                  |
| 11  | Montevideo Wanderers | 18  | 15 | 5  | 3 | 7 | 14 | 20 | −6  |                                  |
| 12  | Atenas               | 16  | 15 | 5  | 1 | 9 | 11 | 27 | −16 |                                  |
| 13  | Racing               | 12  | 15 | 3  | 3 | 9 | 14 | 24 | −10 |                                  |
| 14  | Torque               | 10  | 15 | 2  | 4 | 9 | 13 | 27 | −14 |                                  |
| 15  | Rampla Juniors       | 10  | 15 | 2  | 4 | 9 | 12 | 27 | −15 |                                  |
| 16  | El Tanque Sisley     | 0   | 0  | 0  | 0 | 0 | 0  | 0  | 0   | Foi excluído da competição       |

1. 1 2  O Liverpool teve dois pontos concedidos, enquanto o Boston River sofreu a dedução de um ponto devido a uma infração cometida por um integrante da comissão técnica do Boston River durante o confronto entre as equipes pelo Torneo Apertura.[5]
2. ↑  O El Tanque Sisley foi impedido de disputar a temporada por conta de débitos em aberto.

## Torneo Intermedio
O Torneo Intermedio, batizado de "Sr. Juan Carlos Bugallo", foi o segundo torneio da temporada de 2018, disputado entre os torneios Apertura e Clausura. Ele foi dividido em dois grupos, cuja composição dependia da classificação final do Torneo Apertura: as equipes que terminaram em posições ímpares jogaram no grupo A, enquanto as de posições pares disputaram o grupo B. Com a ausência do El Tanque Sisley naquela temporada, a Série A manteve as tradicionais oito equipes, enquanto a Série B contou com apenas sete times. O torneio começou no dia 9 de maio e terminou em 10 de junho, garantindo ao campeão uma vaga na Copa Sul-Americana de 2019 e na Supercopa Uruguaia de 2019.

### Grupo A
| Pos | Equipe               | Pts | J | V | E | D | GP | GC | SG  | Classificação                                   |
| --- | -------------------- | --- | - | - | - | - | -- | -- | --- | ----------------------------------------------- |
| 1   | Nacional             | 17  | 7 | 5 | 2 | 0 | 19 | 5  | +14 | Classificação para a final do Torneo Intermedio |
| 2   | Cerro                | 13  | 7 | 3 | 4 | 0 | 9  | 5  | +4  |                                                 |
| 3   | Danubio              | 10  | 7 | 3 | 1 | 3 | 12 | 12 | 0   |                                                 |
| 4   | Racing               | 10  | 7 | 3 | 1 | 3 | 5  | 9  | −4  |                                                 |
| 5   | Montevideo Wanderers | 9   | 7 | 3 | 0 | 4 | 8  | 10 | −2  |                                                 |
| 6   | Liverpool            | 8   | 7 | 2 | 2 | 3 | 10 | 11 | −1  |                                                 |
| 7   | Rampla Juniors       | 6   | 7 | 2 | 0 | 5 | 9  | 14 | −5  |                                                 |
| 8   | Fénix                | 5   | 7 | 1 | 2 | 4 | 7  | 13 | −6  |                                                 |

### Grupo B
| Pos | Equipe            | Pts | J | V | E | D | GP | GC | SG  | Classificação                                   |
| --- | ----------------- | --- | - | - | - | - | -- | -- | --- | ----------------------------------------------- |
| 1   | Torque            | 13  | 6 | 4 | 1 | 1 | 10 | 6  | +4  | Classificação para a final do Torneo Intermedio |
| 2   | Peñarol           | 12  | 6 | 4 | 0 | 2 | 20 | 10 | +10 |                                                 |
| 3   | River Plate       | 9   | 6 | 2 | 3 | 1 | 5  | 9  | −4  |                                                 |
| 4   | Atenas            | 8   | 6 | 2 | 2 | 2 | 6  | 5  | +1  |                                                 |
| 5   | Progreso          | 6   | 6 | 1 | 3 | 2 | 5  | 7  | −2  |                                                 |
| 6   | Defensor Sporting | 6   | 6 | 2 | 0 | 4 | 4  | 8  | −4  |                                                 |
| 7   | Boston River      | 4   | 6 | 1 | 1 | 4 | 2  | 7  | −5  |                                                 |

### Final do Torneo Intermedio
| 10 de junho   | Nacional                          | 3 – 2 (pro.) | Torque             | Montevidéu                                    |  |
| 15:00 (UTC−3) | - Aguiar 66', 71' - Bergessio 90' | Relatório    | - Pereira 21', 38' | Estádio: Centenario Árbitro: Esteban Ostojich |  |

## Torneo Clausura
O Torneo Clausura, batizado de "Cr. Hugo Sebastiani", foi o terceiro torneio da temporada de 2018. Ele começou em 21 de julho e terminou em 4 de novembro. Assim como no Torneo Apertura, todas as equipes receberam automaticamente três pontos nas partidas que teriam contra o El Tanque Sisley, sem que fossem contabilizados gols a favor nessas rodadas.

### Classificação
| Pos | Equipe               | Pts | J  | V  | E | D | GP | GC | SG  | Classificação                    |
| --- | -------------------- | --- | -- | -- | - | - | -- | -- | --- | -------------------------------- |
| 1   | Peñarol              | 36  | 15 | 11 | 3 | 1 | 25 | 10 | +15 | Vaga na fase final do campeonato |
| 2   | Nacional             | 30  | 15 | 9  | 3 | 3 | 19 | 14 | +5  |                                  |
| 3   | Montevideo Wanderers | 28  | 15 | 8  | 4 | 3 | 26 | 20 | +6  |                                  |
| 4   | Racing               | 25  | 15 | 7  | 4 | 4 | 17 | 13 | +4  |                                  |
| 5   | Liverpool            | 23  | 15 | 6  | 5 | 4 | 22 | 17 | +5  |                                  |
| 6   | Defensor Sporting    | 22  | 15 | 6  | 4 | 5 | 23 | 19 | +4  |                                  |
| 7   | Progreso             | 22  | 15 | 6  | 4 | 5 | 21 | 19 | +2  |                                  |
| 8   | Rampla Juniors       | 21  | 15 | 5  | 6 | 4 | 16 | 16 | 0   |                                  |
| 9   | Cerro                | 21  | 15 | 5  | 6 | 4 | 22 | 23 | −1  |                                  |
| 10  | Danubio              | 20  | 15 | 4  | 8 | 3 | 13 | 15 | −2  |                                  |
| 11  | Torque               | 18  | 15 | 4  | 6 | 5 | 16 | 18 | −2  |                                  |
| 12  | Fénix                | 18  | 15 | 5  | 3 | 7 | 16 | 19 | −3  |                                  |
| 13  | River Plate          | 15  | 15 | 4  | 3 | 8 | 20 | 33 | −13 |                                  |
| 14  | Boston River         | 14  | 15 | 4  | 2 | 9 | 14 | 22 | −8  |                                  |
| 15  | Atenas               | 13  | 15 | 2  | 7 | 6 | 12 | 24 | −12 |                                  |
| 16  | El Tanque Sisley     | 0   | 0  | 0  | 0 | 0 | 0  | 0  | 0   | Foi excluído da competição       |

1. ↑  O El Tanque Sisley foi impedido de disputar a temporada por conta de débitos em aberto.

## Estatísticas

### Artilheiros
| Jogador (Clube)                   | Gols |
| --------------------------------- | ---- |
| David Terans (Danubio)            | 10   |
| Gonzalo Bergessio (Nacional)      | 9    |
| Germán Rivero (Defensor Sporting) | 7    |
| Leonardo Fernández (Fénix)        | 6    |
| Diego Martiñones (Rampla Juniors) | 6    |
| Nicolás Rodríguez (River Plate)   | 6    |
| Gastón Colmán (Progreso)          | 5    |
| Maureen Franco (Cerro)            | 5    |
| Federico Martínez (Liverpool)     | 5    |
| Cristian Rodríguez (Peñarol)      | 5    |

| Jogador (Clube)                         | Gols |
| --------------------------------------- | ---- |
| Cristian Palacios (Peñarol)             | 8    |
| Gonzalo Bergessio (Nacional)            | 6    |
| Luis Aguiar (Nacional)                  | 4    |
| Nicolás González (Cerro)                | 4    |
| Diego Guastavino (Liverpool)            | 4    |
| Darío Pereira (Torque)                  | 4    |
| David Terans (Danubio)                  | 4    |
| Facundo Boné (River Plate)              | 3    |
| Álvaro Brun (Torque)                    | 3    |
| Ignacio González (Montevideo Wanderers) | 3    |
| Juan Ignacio Ramírez (Liverpool)        | 3    |
| Tabaré Viudez (Nacional)                | 3    |

| Jogador (Clube)                           | Gols |
| ----------------------------------------- | ---- |
| Gabriel Fernández (Peñarol)               | 9    |
| Álvaro Navarro (Defensor Sporting)        | 8    |
| Federico Martínez (Liverpool)             | 8    |
| Luis Acevedo (Cerro)                      | 6    |
| Nicolás Albarracín (Montevideo Wanderers) | 6    |
| Luis Manuel Castro (Montevideo Wanderers) | 6    |
| Diego Coelho (Boston River)               | 6    |
| Sebastián Fernández (Nacional)            | 6    |
| Ignacio Lemmo (Progreso)                  | 6    |
| Rodrigo Pastorini (Montevideo Wanderers)  | 6    |

## Classificação geral
A classificação geral (classificação anual) reúne os resultados das três fases disputadas ao longo da temporada — Torneo Apertura, Torneo Intermedio e Torneo Clausura. Como o El Tanque Sisley não participou (o que fez com que os grupos do Torneo Intermedio tivessem números diferentes de equipes), os pontos conquistados pelos times do grupo menor do Torneo Intermedio foram ponderados para a elaboração da tabela geral: os pontos dos times do Grupo B foram divididos pelo número de partidas que disputaram (6) e, em seguida, multiplicados pelo número de jogos realizados pelos times do Grupo A (7), de forma a ajustar os pontos do Torneo Intermedio para efeito da classificação agregada.
| Pos | Equipe               | Pts    | J  | V  | E  | D  | GP | GC | SG  | Classificação                                                        |
| --- | -------------------- | ------ | -- | -- | -- | -- | -- | -- | --- | -------------------------------------------------------------------- |
| 1   | Peñarol (C)          | 86     | 36 | 26 | 6  | 4  | 73 | 30 | +43 | Vaga na fase final do campeonato e na fase de grupos da Libertadores |
| 2   | Nacional             | 85     | 37 | 26 | 7  | 4  | 64 | 27 | +37 | Vaga na fase final do campeonato e na fase de grupos da Libertadores |
| 3   | Danubio              | 60     | 37 | 16 | 12 | 9  | 48 | 40 | +8  | Vaga na segunda fase da Libertadores                                 |
| 4   | Defensor Sporting    | 59     | 36 | 17 | 7  | 12 | 53 | 47 | +6  | Vaga na primeira fase da Libertadores                                |
| 5   | Cerro                | 59     | 37 | 15 | 14 | 8  | 47 | 46 | +1  | Vaga na primeira fase da Sul-Americana                               |
| 6   | Liverpool            | 58     | 37 | 15 | 11 | 11 | 49 | 44 | +5  | Vaga na primeira fase da Sul-Americana                               |
| 7   | Montevideo Wanderers | 55     | 37 | 16 | 7  | 14 | 48 | 50 | −2  | Vaga na primeira fase da Sul-Americana                               |
| 8   | River Plate          | 50.5   | 36 | 13 | 10 | 13 | 53 | 64 | −11 | Vaga na primeira fase da Sul-Americana                               |
| 9   | Progreso             | 50     | 36 | 13 | 10 | 13 | 51 | 43 | +8  |                                                                      |
| 10  | Racing               | 47     | 37 | 13 | 8  | 16 | 36 | 46 | −10 |                                                                      |
| 11  | Torque               | 43.166 | 36 | 10 | 11 | 15 | 39 | 51 | −12 |                                                                      |
| 12  | Fénix                | 43     | 37 | 12 | 7  | 18 | 41 | 50 | −9  |                                                                      |
| 13  | Atenas               | 38.333 | 36 | 9  | 10 | 17 | 29 | 56 | −27 |                                                                      |
| 14  | Boston River         | 37.666 | 36 | 10 | 8  | 18 | 33 | 50 | −17 |                                                                      |
| 15  | Rampla Juniors       | 37     | 37 | 9  | 10 | 18 | 37 | 57 | −20 |                                                                      |
| 16  | El Tanque Sisley     | 0      | 0  | 0  | 0  | 0  | 0  | 0  | 0   | Foi excluído da competição                                           |

1. 1 2 3 4 5 6 7  Pontos do Torneo Intermedio após a ponderação:
Torque: 15.166, Peñarol: 14, River Plate: 10.5, Atenas: 9.333, Progreso: 7, Defensor Sporting: 7, Boston River: 4.666
2. ↑  Como o campeão do Torneo Intermedio (Nacional) já havia se classificado para a Copa Libertadores, a vaga destinada ao vencedor do Intermedio — para a primeira fase da Copa Sul-Americana — foi repassada para o time seguinte mais bem colocado, no caso, o sexto colocado na tabela.
3. ↑  O Liverpool foi premiado com dois pontos, enquanto o Boston River perdeu um ponto, devido a uma infração cometida por um membro de sua comissão técnica durante a partida entre as duas equipes pelo Torneo Apertura.[5]
4. ↑  Já o El Tanque Sisley foi excluído do campeonato por conta de dívidas pendentes.

## Fase final
|  | Semifinal                           | Semifinal                           | Semifinal |  |  | Final                           | Final                       | Final |
|  |                                     |                                     |           |  |  |                                 |                             |       |
|  |                                     |                                     |           |  |  | Peñarol (Vencedor da semifinal) |                             |       |
|  | Nacional (Campeão do Apertura)      | Nacional (Campeão do Apertura)      | 1         |  |  | Peñarol (1º lugar no geral)     | Peñarol (1º lugar no geral) |       |
|  | Peñarol (Campeão do Clausura ) pro. | Peñarol (Campeão do Clausura ) pro. | 2         |  |  |                                 |                             |       |

### Semifinal
| 11 de novembro | Nacional     | 1 – 2 (pro.) | Peñarol                                    | Montevidéu                                    |  |
| 16:30 (UTC−3)  | - Zunino 47' | Relatório    | - Formiliano 71' - C. Rodríguez 95' (pen.) | Estádio: Centenario Árbitro: Daniel Fedorczuk |  |

### Final
Como o Peñarol, dono da melhor campanha na classificação geral, venceu a semifinal, sagrou-se campeão automaticamente, e a final não precisou ser disputada. O Nacional, por sua vez, ficou com o vice-campeonato por ter terminado em segundo lugar na classificação geral. Ambos os times garantiram vaga na fase de grupos da Taça Libertadores de 2019.

## Rebaixamento
O rebaixamento foi definido ao final da temporada com base na média de pontos por jogo nas duas últimas edições do campeonato: 2017 e 2018. O El Tanque Sisley foi um dos clubes rebaixados para a segunda divisão na temporada seguinte, junto com as duas equipes que apresentaram as piores médias.
| Pos | Clube                | Pts em 2017 | Pts em 2018 | Pts no total | Total de jogos | Média | Situação                       |
| --- | -------------------- | ----------- | ----------- | ------------ | -------------- | ----- | ------------------------------ |
| 1   | Peñarol              | 86          | 84          | 170          | 73             | 2.329 |                                |
| 2   | Nacional             | 83          | 85          | 168          | 74             | 2.27  |                                |
| 3   | Defensor Sporting    | 86          | 58          | 144          | 73             | 1.973 |                                |
| 4   | Cerro                | 53          | 59          | 112          | 74             | 1.514 |                                |
| 5   | Montevideo Wanderers | 55          | 55          | 110          | 74             | 1.486 |                                |
| 6   | Danubio              | 46          | 60          | 106          | 74             | 1.432 |                                |
| 7   | Progreso             | —           | 49          | 49           | 36             | 1.361 |                                |
| 8   | River Plate          | 45          | 49          | 94           | 73             | 1.288 |                                |
| 9   | Liverpool            | 37          | 58          | 95           | 74             | 1.284 |                                |
| 10  | Racing               | 45          | 47          | 92           | 74             | 1.243 |                                |
| 11  | Boston River         | 52          | 37          | 89           | 73             | 1.219 |                                |
| 12  | Rampla Juniors       | 50          | 37          | 87           | 74             | 1.176 |                                |
| 13  | Fénix                | 42          | 43          | 85           | 74             | 1.149 |                                |
| 14  | Torque (R)           | —           | 41          | 41           | 36             | 1.139 | Rebaixamento à Segunda Divisão |
| 15  | Atenas (R)           | —           | 37          | 37           | 36             | 1.028 | Rebaixamento à Segunda Divisão |
| 16  | El Tanque Sisley (R) | 37          | —           | 37           | 37             | 1     | Rebaixamento à Segunda Divisão |